# Groșii Noi, Arad
Groșii Noi este un sat în comuna Bârzava din județul Arad, la limita între regiunile istorice Banat și Crișana, România. La recensământul din 2002, satul avea o populație de 301 locuitori. Biserica de lemn din sat, construită în 1807 are statut de monument istoric.

## Imagini

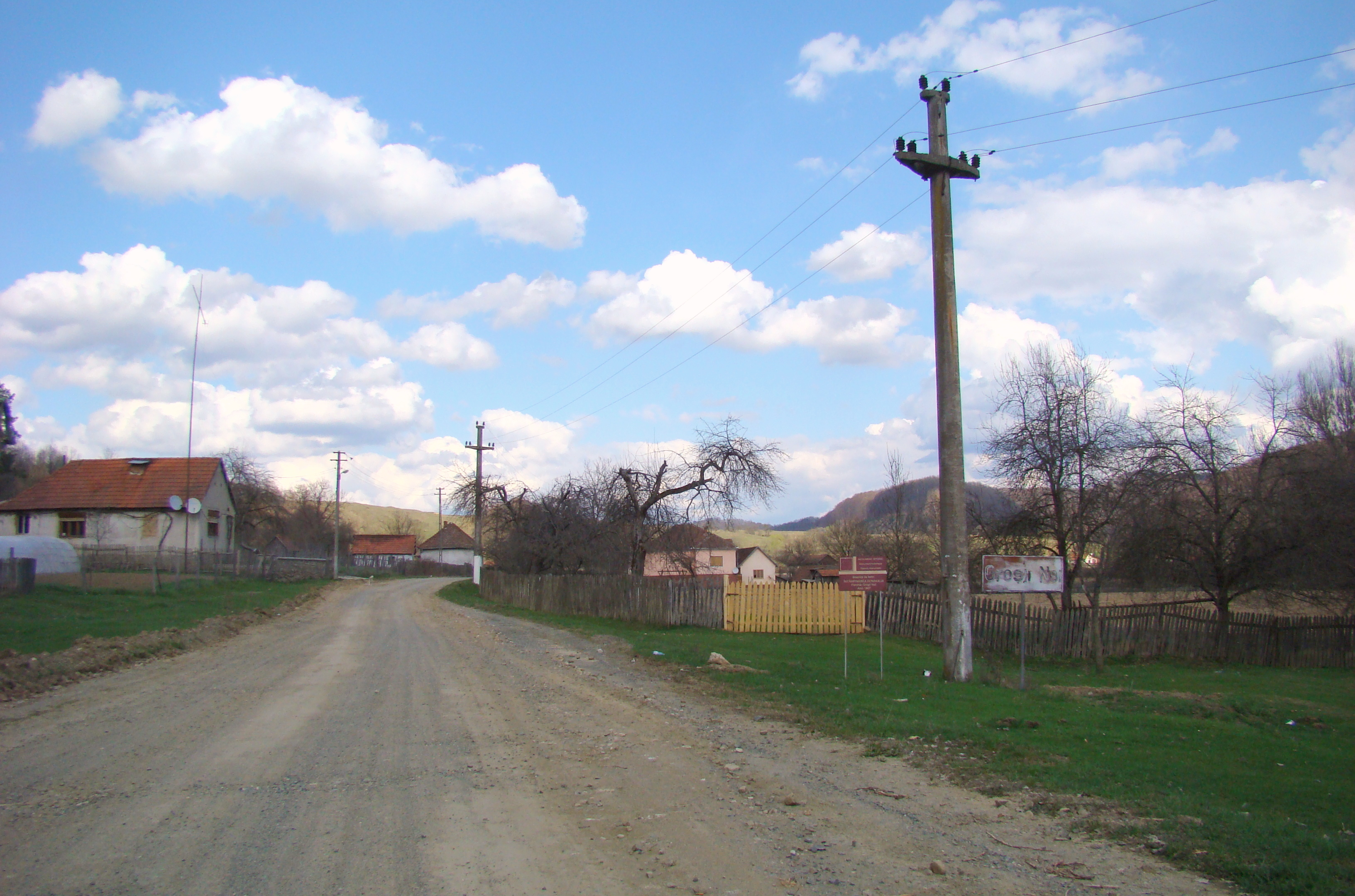
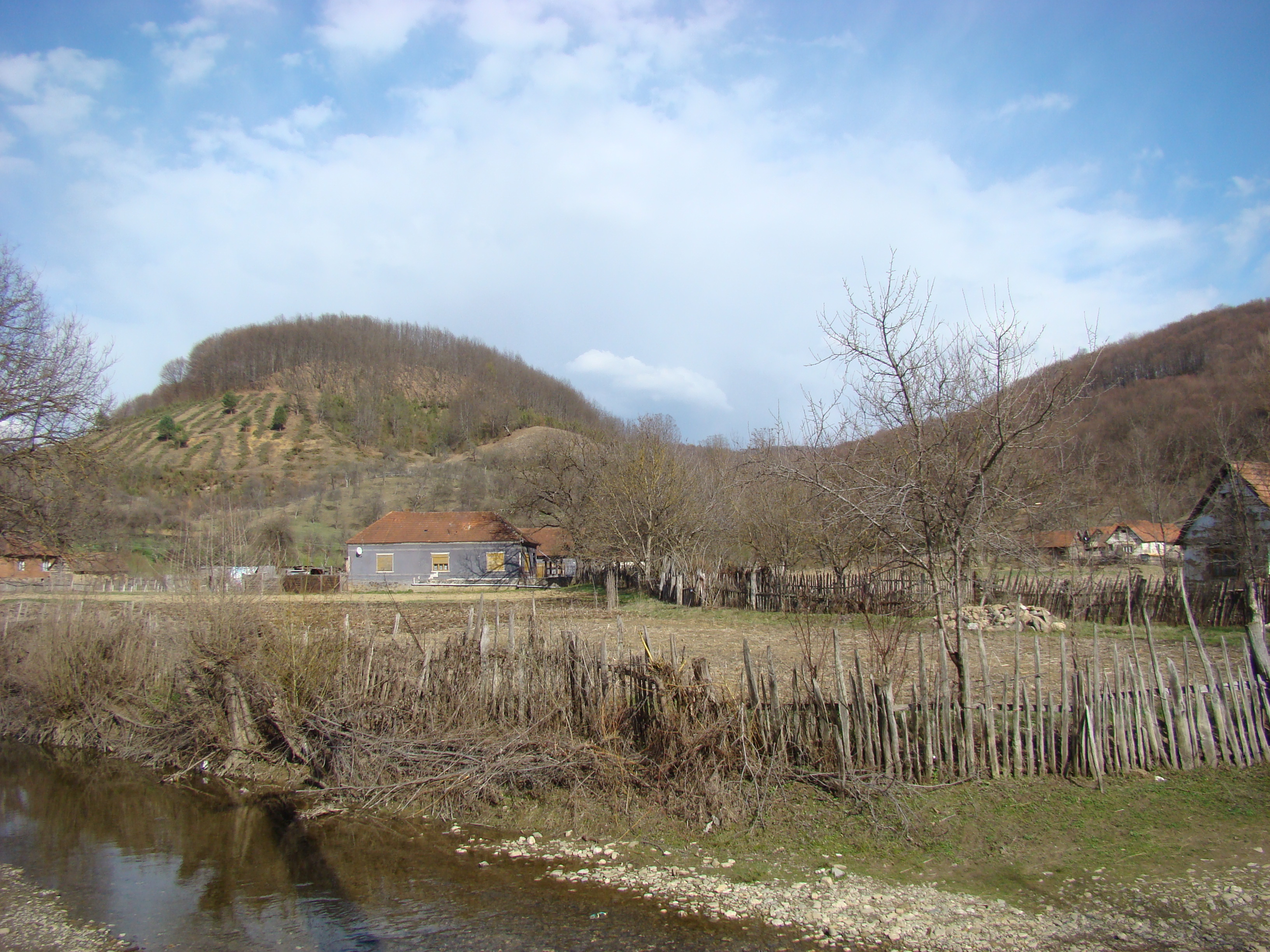
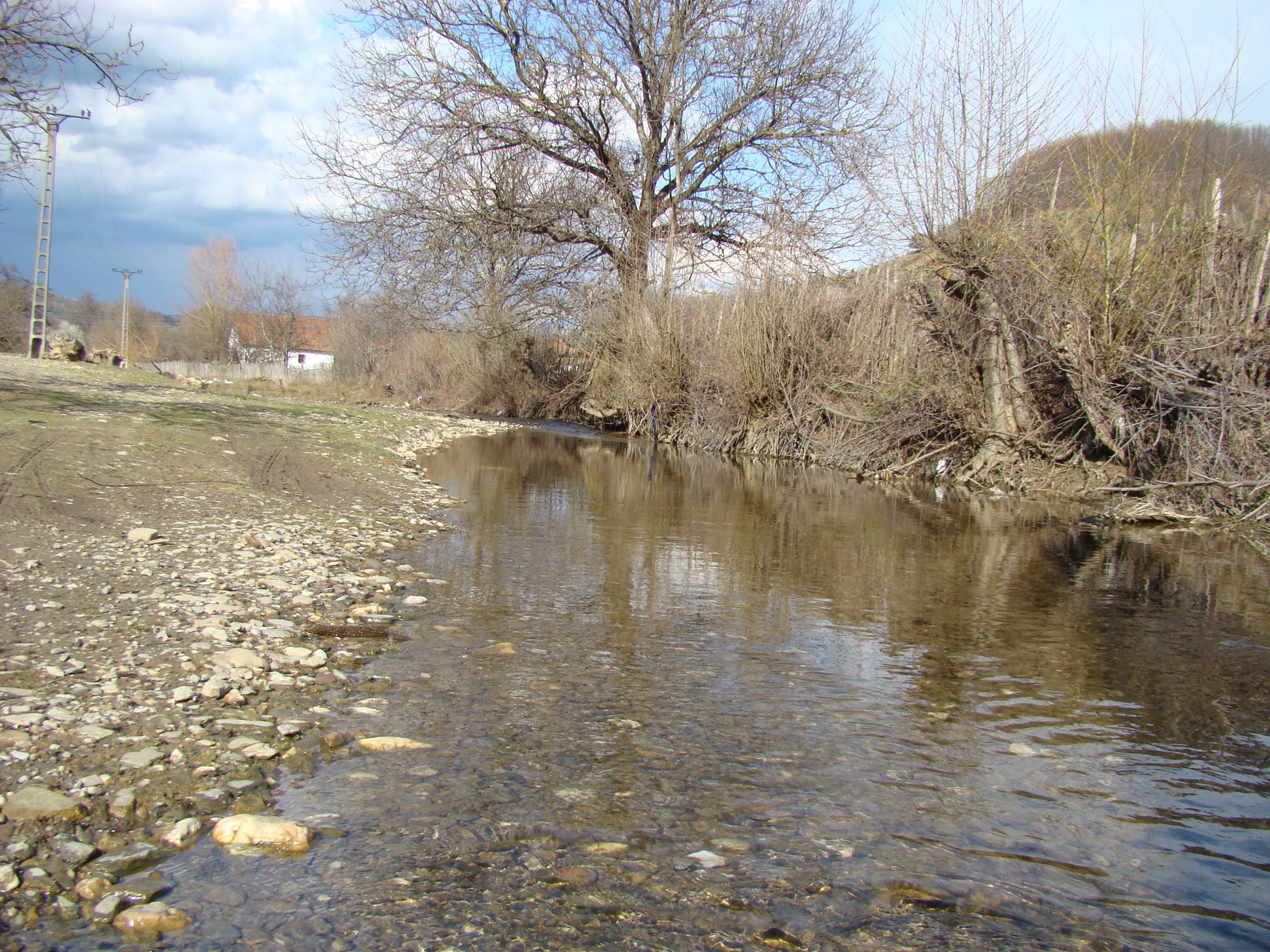
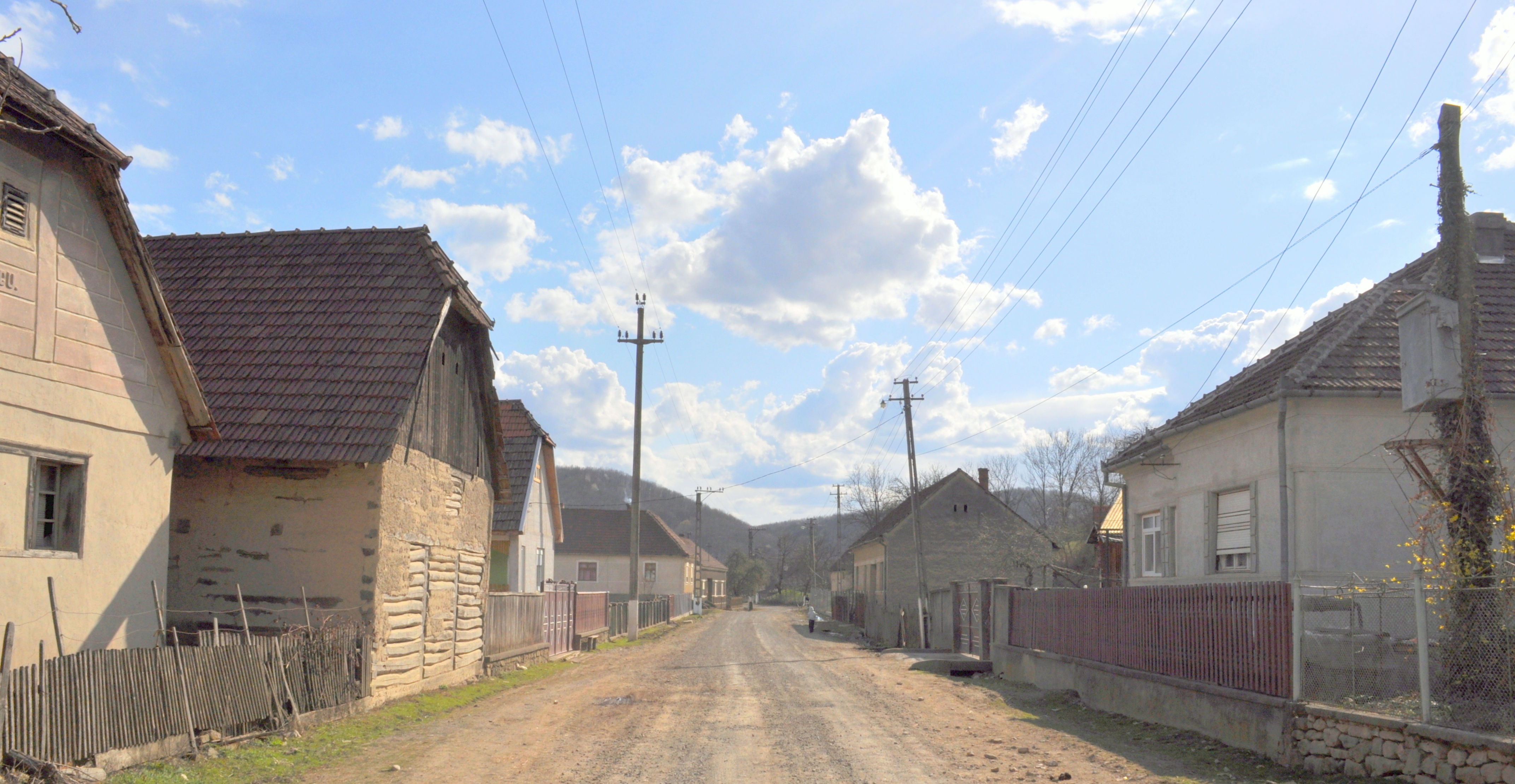